# Springfield-Ritchot
Pour les articles homonymes, voir Springfield.
Circonscription électorale provinciale du Canada
Springfield-Ritchot est une circonscription électorale provinciale du Manitoba (Canada).
Créée lors du redécoupage de 2018, cette circonscription est issue de La Vérendrye, Saint-Paul, Chemin-Dawson et Morris.

## Liste des députés
| Springfield-Ritchot | Springfield-Ritchot | Springfield-Ritchot | Springfield-Ritchot | Springfield-Ritchot | Springfield-Ritchot |
| Nom                 | Nom                 | Parti               | Mandat              | Législature         |                     |
| ------------------- | ------------------- | ------------------- | ------------------- | ------------------- | ------------------- |
|                     | Ron Schuler         | Parti-progressiste  | 2019 - 2023         | 42e                 |                     |
|                     | Ron Schuler         | Parti-progressiste  | 2023 - présent      | 43e                 |                     |